# Criza dinastică din România
Criza dinastică din România desemnează problema succesiunii la tronul României, creată prin renunțarea la drepturile dinastice de către prințul moștenitor Carol. Criza dinastică a debutat în anul 1925, când Carol a notificat renunțarea sa la dreptul de a moșteni tronul și s-a încheiat la 8 iunie 1930 prin revenirea acestuia pe tron.

## Preliminarii
Conform Statutului Casei Regale din România, tronul se transmitea pe baza legii salice, respectiv, putea avea calitatea de moștenitor numai fiul cel mai vârstnic al regelui în exercițiu sau, în lipsă de descendenți, ruda cea mai apropiată de sex bărbătesc a acestuia. Regele Carol I nu a avut descendenți masculini, ci numai o singură fiică, decedată la vârsta de 4 ani, astfel că tronul a revenit nepotului său, Ferdinand I. Acesta, căsătorit în anul 1892 cu prințesa Maria de Edinburgh, nepoata reginei Victoria a Regatului Unit al Marii Britanii și Irlandei, a avut șase copii, dintre care trei de sex masculin, respectiv Carol, născut în 1893, Nicolae, născut în 1907 și Mircea, născut în 1913.
Regele Ferdinand i-a succedat la tron lui Carol I în toamna anului 1914 și a fost încoronat ca rege al României întregite la Alba-Iulia, la 15 octombrie 1922.

## Prima renunțare la tron
În cursul primului război mondial, la 27 august/9 septembrie 1918, Carol, deghizat în uniformă de ofițer rus, a părăsit unitatea militară pe care o comanda (aflată la Târgu Neamț) și, în ziua de 31 august/13 septembrie 1918 s-a căsătorit la Odessa cu Ioana Maria Valentina Lambrino (Zizi Lambrino), ceea ce era o încălcare a Statutului Casei Regale, care permitea numai căsătoria cu persoane din alte case regale. Ferdinand a ezitat însă să aplice o pedeapsă fermă, ordonând arestarea lui Carol vreme de 75 de zile la mănăstirea Horaița (județul Neamț), începând cu data de 9/22 septembrie 1918.
Demersurile făcute de familia regală și de oamenii politici pentru despărțirea lui Carol de Zizi Lambrino nu au reușit (deși la începutul anului 1919 Tribunalul Ilfov anula căsătoria celor doi, pentru nerespectarea unor cerințe de ordin formal), astfel încât acesta, la 1 august 1919 a trimis regelui Ferdinand o declarație scrisă de renunțare la calitatea de principe moștenitor al Coroanei României, după care lui Carol i s-a impus domiciliu forțat la Bistrița. Eforturile familiei regale de a determina răzgândirea lui Carol au fost în cele din urmă încununate de succes, acesta revenind, la 20 februarie 1920 asupra renunțării la tron și promițând că nu se va căsători decât cu învoirea regelui Ferdinand. 
Între timp, la 8 ianuarie 1920, Zizi Lambrino dăduse naștere unui fiu, botezat Mircea Grigore. Aceasta a fost nevoită să părăsească țara împreună cu copilul său, în schimbul unei pensii viagere substanțiale. Astfel, Zizi Lambrino primea o sumă egală cu dobânda de 5% la un capital de 2.200.000 franci francezi, adică 110.000 franci francezi, începând cu 1 iunie 1920. Pentru "cheltuielile din trecut", ea primea "o dată pentru totdeauna" suma de 500.000 lei. În schimb, Zizi Lambrino se obliga să nu facă niciun demers vătămător pentru vreun membru al familiei regale și să predea toate scrisorile primite de la Carol (obligație neîndeplinită). 
La 10 martie 1921, la Atena, Carol se căsătorea cu principesa Elena, fiica regelui Constantin al Greciei, iar la 25 octombrie 1921 din această căsătorie se năștea Mihai, viitorul rege al României, astfel încât succesiunea la tron părea asigurată.

## A doua renunțare la tron
Căsătoria cu principesa Elena era însă întemeiată pe motive dinastice, iar temperamentul "focos și brutal" al lui Carol era greu compatibil cu "natura simțitoare și rafinată" a soției sale . La 14 februarie 1925, Carol o întâlnește pentru prima dată pe Elena Lupescu, ceea ce avea să constituie debutul unei relații ce va marca nu numai restul vieții prințului, dar și viața politică din România din anii de până la al doilea război mondial. Carol s-a dedicat cu pasiune noii sale aventuri sentimentale, nemaiținând cont de faptul că era căsătorit, avea un copil și, în plus, era moștenitorul coroanei.
Pentru a-l îndepărta de București, Ferdinand l-a desemnat pe Carol să reprezinte familia regală la funeraliile reginei-mamă Alexandra a Marii Britanii, decedată la 20 noiembrie 1925. Imediat după funeralii, Carol s-a deplasat la Paris, unde a întâlnit-o pe Elena Lupescu, cu care a plecat la Veneția. De acolo, la data de 12 decembrie 1925, Carol i-a adresat regelui Ferdinand o nouă scrisoare de renunțare la toate drepturile de principe moștenitor al României. În plus, Carol se angaja să nu se întoarcă în țară vreme de 10 ani. 
După primirea scrisorii, Ferdinand a hotărât trimiterea în Italia a lui Constantin Hiott, ministrul Casei Regale. În urma discuțiilor dintre acesta și Carol, acesta emite o nouă declarație de renunțare, cu specificație "Milano, 28 decembrie 1925". 
Confruntat cu această situație, regele a decis convocarea, pentru 31 decembrie 1925, a unui Consiliu de Coroană, la care au fost invitate 23 de persoane, printre care Ion I. C. Brătianu, primul-ministru al Guvernului la acea vreme, Iuliu Maniu, Alexandru Averescu, Nicolae Iorga și Ion Mihalache. După circa două ore de discuții, toți participanții au acceptat punctul de vedere al regelui, care a decis acceptarea renunțării la succesiunea tronului.

## Actul de 4 ianuarie 1926
După hotărârea Consiliului de Coroană, s-a decis convocarea Parlamentului, pentru data de 4 ianuarie 1926. Pe ordinea de zi s-a aflat adoptarea a trei legi, pentru acceptarea renunțării lui Carol și proclamarea lui Mihai ca moștenitor, pentru modificarea Statutului Casei Regale și pentru primirea Regenței. În calitate de regenți au fost desemnați Prințul Nicolae, fratele mai mic al lui Carol, patriarhul Miron Cristea și președintele Curții de Casație, Gheorghe Buzdugan. Legile au fost adoptate în unanimitate, ele fiind cunoscute ulterior, împreună, sub denumirea de "actul de la 4 ianuarie"; reprezentanții Partidului Național și cei ai Partidului Țărănesc nu au participat însă la vot, în semn de protest față de graba cu care se depusese proiectul de lege pentru primirea Regenței.
În epocă, actul de la 4 ianuarie a fost considerat ca o victorie politică a lui Ion I. C. Brătianu și a Partidului Național Liberal, întrucât Buzdugan și Miron Cristea erau văzuți ca fiind devotați lui Brătianu, iar prințul Nicolae se afla sub influența reginei Maria și era intimidat de personalitatea lui Brătianu.
Carol a încetat astfel să fie membru al familiei domnitoare, devenind o simplă persoană particulară; regele a hotărât ca acesta să poarte numele de Carol Caraiman, "în amintirea locului unde s-a născut" .

## Regența

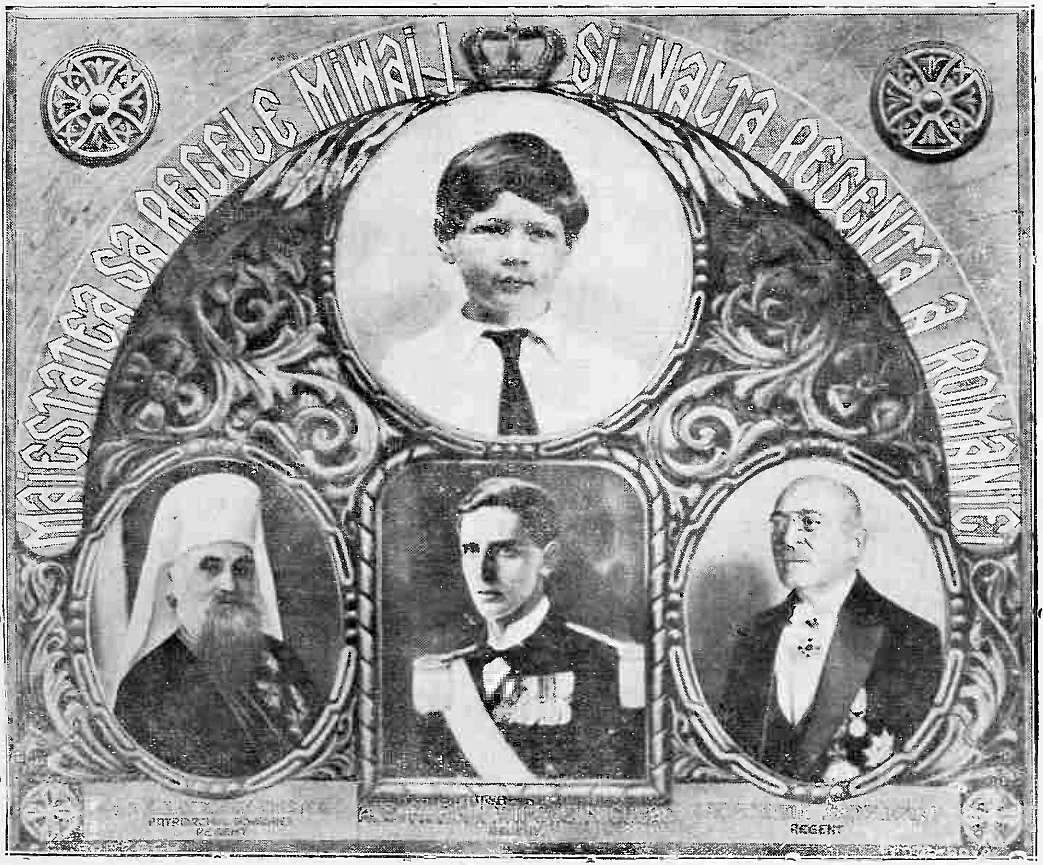
Membrii Regenței - Patriarhul Miron Cristea, prințul Nicolae și Constantin Sărățeanu

Deși la data adoptării actului de la 4 ianuarie 1926, regele Ferdinand avea 60 de ani, astfel încât problema succesiunii părea încă îndepărtată, acesta, din cauza unui cancer, moare la 20 iulie 1927, la castelul Pelișor de la Sinaia. Astfel, Mihai I a devenit pentru prima dată rege al României, iar la 20 iulie 1927, cei trei membri ai Regenței au depus jurământul în fața Parlamentului. 
Odată cu momentul morții regelui, s-au conturat două grupări cu vederi opuse asupra instituției Regenței: o grupare, în frunte cu Partidul Național Liberal acționa pentru menținerea actului de la 4 ianuarie 1926, în timp ce o alta, reprezentată în primul rând de Partidul Național Țărănesc critica virulent Regența și amenința cu anularea actului de la 4 ianuarie și cu aducerea lui Carol în țară.
La 24 noiembrie 1927 se stingea din viață Ion I.C. Brătianu, cel care era unanim recunoscut ca principalul factor din viața politică românească din ultimul deceniu și jumătate. Adversarul său politic, Nicolae Iorga, aprecia că în acea zi se sfârșea "o dominație fără pereche ca autoritate în lunga serie a cabinetelor ministeriale din epoca intitulată constituțională" . În aceeași zi, Regența a numit ca președinte al consiliului de miniștri pe Vintilă Brătianu, devenit și președinte al Partidului Național Liberal. 
Dispariția lui Ion. I.C. Brătianu a slăbit Partidul Național Liberal; Partidul Național Țărănesc și-a intensificat campania politică, evocând posibilitatea revenirii prințului Carol. În cadrul acestei campanii, național - țărăniștii au decis organizarea la Alba-Iulia a unei mari adunări populare, programate pentru data de 6 mai 1928, la care aveau să participe circa 100.000 de oameni. Carol ar fi urmat să se întoarcă în țară în cadrul adunării, dar nu i s-a permis plecarea cu avionul de către autoritățile engleze. 
La 21 iulie 1928, la cererea principesei Elena, Curtea de Apel București a pronunțat divorțul dintre aceasta și Carol, motivat de părăsirea domiciliului conjugal de către Carol. 
La 3 noiembrie 1928, guvernul condus de Vintilă Brătianu a demisionat; iar Regența a numit ca prim-ministru pe Iuliu Maniu. În timpul mandatului acestuia, la 7 octombrie 1929, a încetat din viață Gheorghe Buzdugan, unul dintre membrii Regenței. La sugestia lui Iuliu Maniu, făcută prin intermediul lui Alexandru Vaida-Voevod, Parlamentul l-a ales ca înlocuitor pe Constantin Sărățeanu, consilier la Curtea de Casație. Acesta făcea "impresia că și-a pierdut de mult dacă nu memoria, controlul asupra ei". Iuliu Maniu era "însă mulțumit. De acum înainte are un picior serios în Regență. Manechinul va juca așa cum îl va trage de sfori în culise" .
Alegerea lui Sărățeanu a contrariat clasa politică și a slăbit Regența ca instituție. Grigore Iunian, ministru țărănist spunea că din acel moment "a hotărât să îmbrățișeze cauza restaurației ... țara nu mai avea nicio cârmă, nici o axă, deoarece regența era un caraghioslâc! - ne trebuia o monarhie solidă" .
Instabilitatea politică a făcut ca majoritatea partidelor să îmbrățișeze cauza revenirii lui Carol sau cel puțin să accepte în mod pasiv această posibilitate. Singurul partid care s-a opus în mod constant restaurației a fost Partidul Național Liberal.
În primăvară anului 1930, Carol a avut o serie de întâlniri cu diverși oameni politici, în care s-a pus problema revenirii acestuia pe tron. În întrevederea din 25 aprilie 1930, cu Alexandru Averescu, desfășurată în localitatea Bellizona, Elveția, acesta a pledat pentru revenirea lui Carol, cu condiția despărțirii de Elena Lupescu și reluării căsătoriei cu principesa Elena. Iuliu Maniu solicita acceptarea acelorași condiții, la care se adăuga recunoașterea regimului parlamentar - constituțional.

## "Restaurația" de la 8 iunie 1930

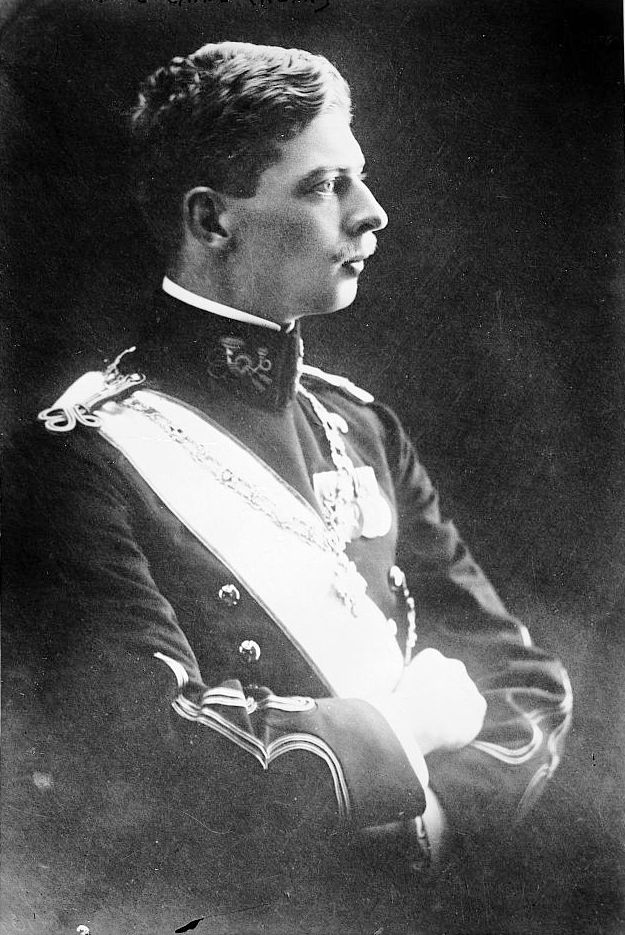
La 8 iunie 1930, prințul Carol devine regele Carol al II-lea al României

În dimineața zilei de 6 iunie 1930, Carol expedia următoarea telegramă amicilor săi din țară: "Sosesc cu întreaga familie. Gică". Plecat din München, cu un avion închiriat, Carol a ajuns la București în seara zilei de 6 iunie, pe aeroportul Băneasa. În noaptea aceleiași zile, Carol s-a întâlnit la palatul Cotroceni cu Iuliu Maniu, care i-a propus numirea în cadrul Regenței, urmată de abrogarea legilor din 4 ianuarie 1926, dar a ridicat din nou problema renunțării la relația cu Elena Lupescu. Cei doi nu au ajuns la niciun acord, dar Maniu nu s-a hotărât nici să facă aplicarea legilor în vigoare, care cereau expulzarea pretendentului la tron.
În orele următoare, la palat s-au perindat o sumedenie de oameni politici, unii invitați, alții apăruți din proprie inițiativă. Astfel, din Partidul Național Țărănesc au venit Ion Mihalache, Grigore Iunian și Aurel Leucuția, care, spre deosebire de Maniu, nu au ridicat problema legăturii dintre Carol și Elena Lupescu. Ulterior, Maniu se va plânge că atitudinea celor trei i-a subminat planul cu privire la reluarea legăturii cu principesa Elena și renunțarea la Elena Lupescu . 
Pentru a obține și sprijinul unei părți a liberalilor, Carol l-a invitat la palat pe Gheorghe Brătianu, nepotul lui Vintilă Brătianu. Deși acesta s-a opus categoric unei asemenea vizite, Gheorghe Brătianu s-a întâlnit totuși cu Carol, fiind ulterior exclus din Partidul Național Liberal pentru atitudinea sa de frondă.
Constatând inevitabilitatea proclamării lui Carol ca rege și invocând că, formal, aceasta ar însemna încălcarea jurământului de credință depus față de regele Mihai I, la 7 iunie Iuliu Maniu și-a dat demisia din funcția de prim-ministru, Regența încredințând această funcție lui Gheorghe Gh. Mironescu, dar al cărui unic rol a fost facilitarea înscăunării lui Carol. 
La 8 iunie, regenții Miron Cristea și Constantin Sărățeanu au demisionat. În aceeași zi a fost convocat Parlamentul, care a abrogat legile din 4 ianuarie 1926, a atribuit lui Mihai, la inițiativa lui Mihail Manoilescu, titlul de "Mare Voievod de Alba Iulia", iar Carol a fost proclamat rege punându-se astfel punct problemei succesiunii regelui Ferdinand.